# Robert Carew, 2. Baron Carew
Robert Shapland Carew, 2. Baron Carew, KP (* 23. Januar 1818 in Dublin; † 8. September 1881 in London) war ein britischer Adliger und Politiker.
Robert Carew war der älteste Sohn von Robert Carew und dessen Frau Jane Cliffe. Sein Vater war ein irischer Grundbesitzer und langjähriges Mitglied des House of Commons, bis er 1834 zum Baron Carew erhoben wurde. Carew besuchte von 1829 bis 1835 das Eton College. Als Vertreter der Liberal Party kandidierte er bei der Unterhauswahl 1840 erfolgreich für das irische County Waterford. Nachdem er bei der Wahl 1847 nicht erneut kandidiert hatte, wurde er 1849 Sheriff des County Wexford. Beim Tod seines Vaters 1856 erbte er dessen Adelstitel, womit er Mitglied des House of Lords wurde. Dazu übernahm er das Amt des Lord Lieutenant von Wexford. 1872 wurde er als Knight Companion in den St.-Patrick-Orden aufgenommen.
Carew hatte am 16. Juli 1844 Emily Anne Philips († 1899), die zweite Tochter des Unterhausabgeordneten Sir George Richard Philips, 2. Baronet, Gutsherr von Weston in Warwickshire, und dessen Frau Sarah Georgiana Cavendish, geheiratet. Mit ihr hatte er zwei Söhne: 
- Robert Carew, 3. Baron Carew (1860–1923);
- George Carew, 4. Baron Carew (1863–1926).

Seinen Titel erbte zunächst sein ältester Sohn, nach dessen kinderlosem Tod sein jüngerer Sohn.